# Daniil Khrabrovitski
Daniil Khrabrovitski (en russe : Даниил Яковлевич Храбровицкий), né à Rostov-sur-le-Don le 28 juin 1923  et mort à Moscou le 1er mars 1980 , est un scénariste et réalisateur soviétique.

## Biographie
En 1972, on lui remet le Globe de cristal du Festival de Karlovy Vary pour son film La maitrise du feu.

## Filmographie

### Réalisation
- 1965 : Appel nominal (en russe : Перекличка)
- 1972 : Dompter le feu (Укрощение огня)
- 1974 : Le Dit du cœur humain (Повесть о человеческом сердце)

### Scénario
- 1961 : Ciel pur (Чистое Небо)  de Grigori Tchoukhraï
- 1962 : Neuf jours d'une année (Девять дней одного года) de Mikhaïl Romm
- 1974 : Le Dit du cœur humain (Повесть о человеческом сердце)